# United States Mint

Logo mincovny

United States Mint je mincovna, která razí oběhové mince pro Spojené státy americké. Hlavní provoz se nachází ve městě Filadelfii ve státě Pensylvánie. Ostatní provozovny jsou ve městech Denver ve státě Colorado, San Francisco ve státě Kalifornie a West Point ve státě New York.
Mincovna byla založena v roce 1792. První budova se nacházela ve Filadelfii. Byla to první budova postavená na základě Ústavy Spojených států. Prvním ředitelem mincovny byl vědec David Rittenhouse. K roku 2014 je výkonným ředitelem Richard Peterson.